# Drački distrikt
Drački distrikt (albanski: Rrethi i Durrësit) je jedan od 36 distrikata u Albaniji, dio Dračkog okruga. Po procjeni iz 2004. ima oko 182.000 stanovnika, a pokriva područje od 455 km². 
Nalazi se u zapadnom dijelu zemlje, a sjedište mu je grad Drač. Distrikt se sastoji od sljedećih općina:
- Drač (Durrës)
- Gjepalaj
- Ishëm
- Katund i Ri
- Maminas
- Manëz
- Rrashbull
- Shijak
- Sukth
- Xhafzotaj